# Greg Oravetz
Greg Oravetz, né le 25 août 1966 à Huntington Beach en Californie, est un ancien coureur cycliste professionnel américain. 
Il remporte en 1989 le championnat des États-Unis de cyclisme sur route.
Il a couru toute sa carrière dans l'équipe Coors Light (1989-1994).

## Palmarès
- 1987
  - Côte picarde
  - 1re et 3e étapes de la FBD Milk Rás
  - 2e du Circuit de l'Aisne
- 1988
  - Paris-Chauny
  - Paris-Dreux
  - Paris-Laon
  - 2e de Grand Prix de l'Équipe et du CV 19e
  - 2e de Paris-Vailly
  - 2e de Paris-Auxerre
- 1989
  -  Champion des États-Unis sur route
  - Philadelphia Cycling Classic
  - 2e étape de la Cascade Cycling Classic
  - 5e et 7e étapes de l'United Texas Tour
  - 5e étape de la Redlands Bicycle Classic
  - 2e étape du Tour of the Unknow Coast
  - 2e de la Cascade Cycling Classic
  - 3e de l'United Texas Tour
- 1990
  - Killington Stage Race :
    - Classement général
    - 3e étape

  - 2e du New Zealand Post Tour
- 1991
  - United States National Criterium Championships (en)
  - Cascade Cycling Classic
  - 3e étape de la Vuelta de Bisbee
  - 4e et 5e étapes de l'Herald Sun Tour
  - 2e de la Vuelta de Bisbee
  - 3e du championnat des États-Unis sur route
- 1992
  - Athens Twilight Criterium
  - Prologue de la West-Virginia Classic
  - 2e étape de la Mammoth Classic
  - 2e de la Mammoth Classic
  - 2e du First Union Grand Prix
  - 2e du Grand Prix d'Atlanta